# Dorfkirche Kroppen

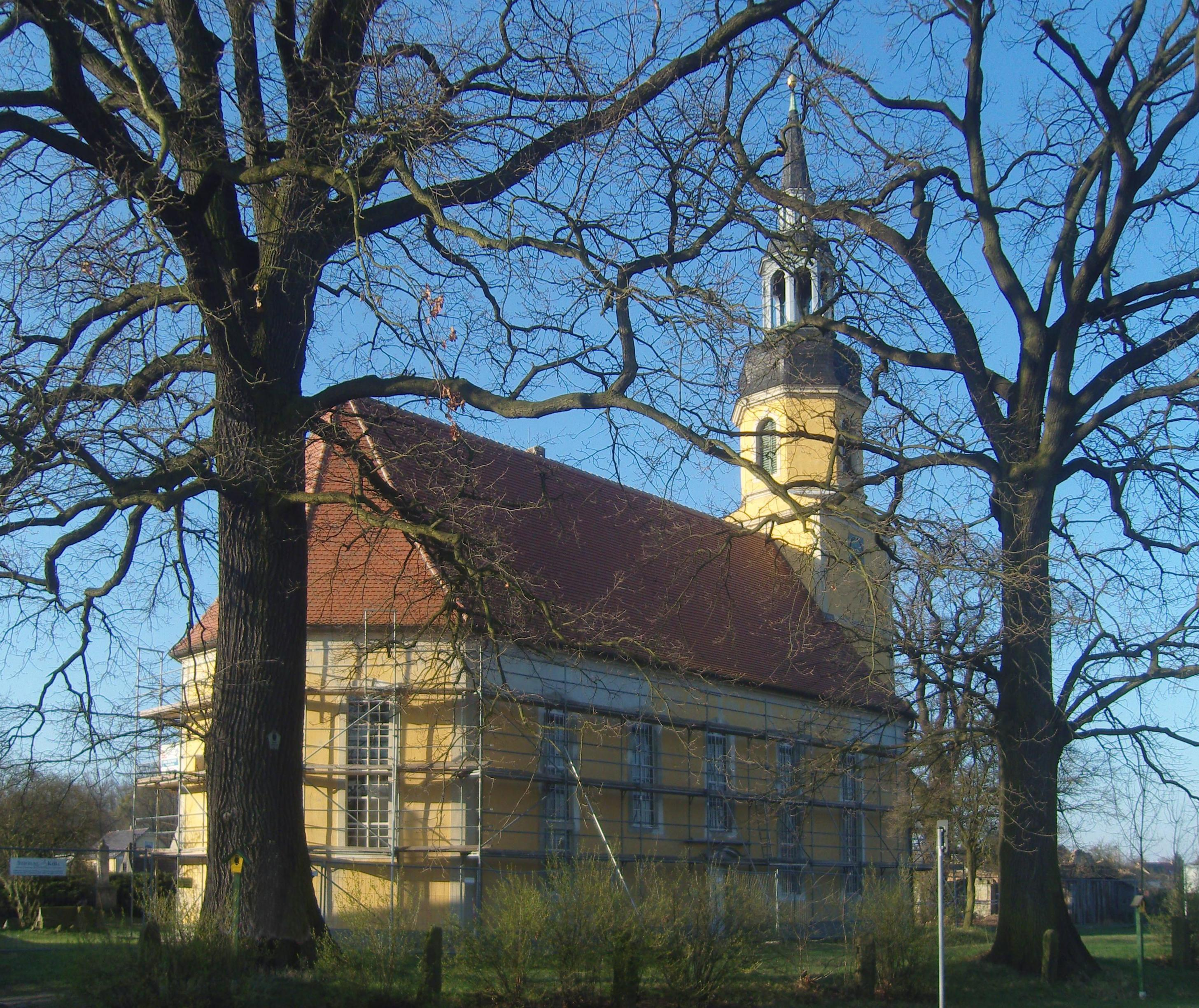
Dorfkirche Kroppen

Die unter Denkmalschutz stehende evangelische Kroppener Dorfkirche befindet sich im Zentrum der südbrandenburgischen Gemeinde Kroppen im Landkreis Oberspreewald-Lausitz.

## Baubeschreibung und -geschichte

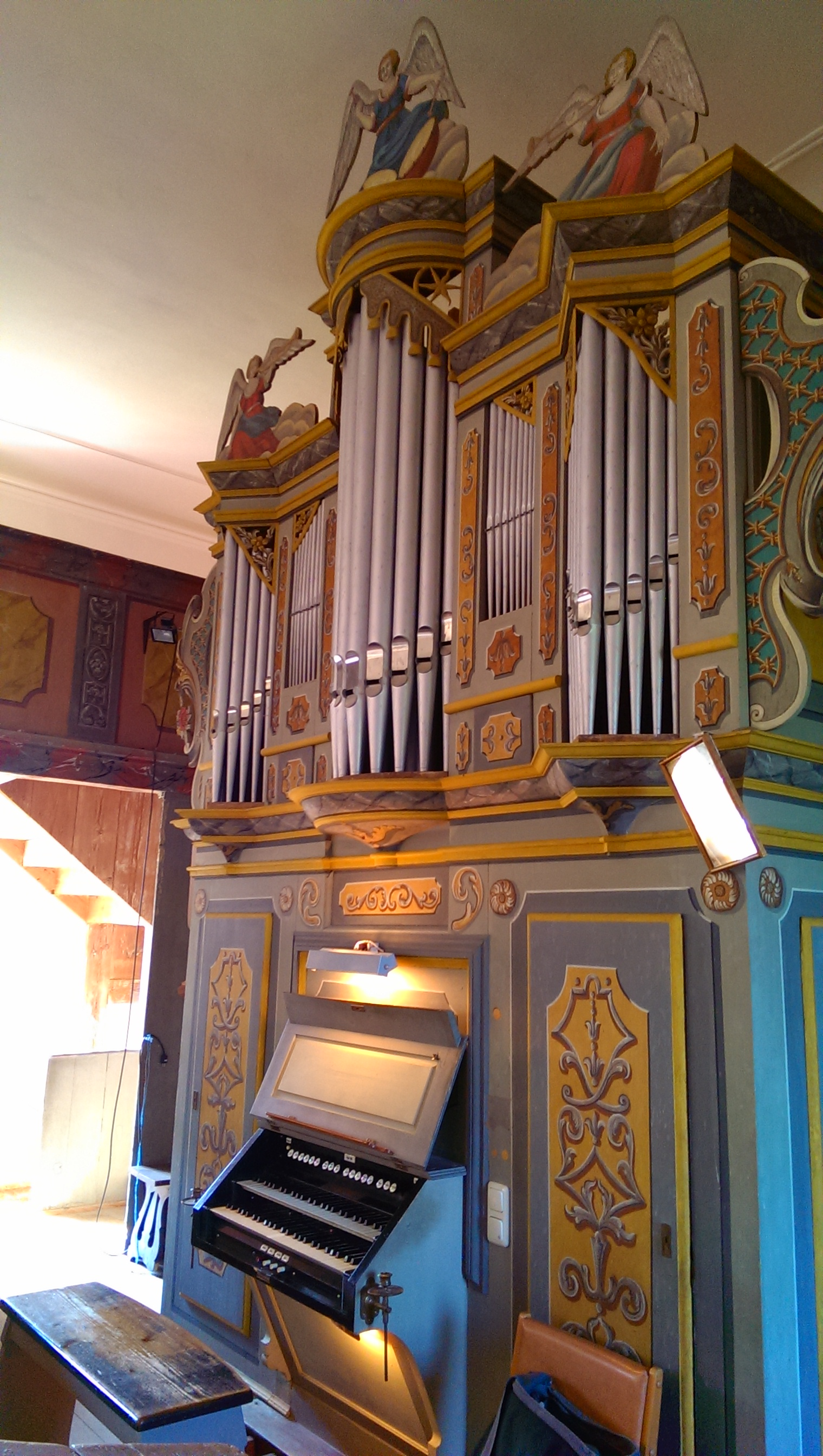
Orgel

Bereits 1495 wurde Kroppen in der Matrikel des Bistums Meißen als Pfarrort aufgeführt. Bis kurz vor dem Dreißigjährigen Krieg befand sich im Dorf eine kleine Holzkirche, dessen Standort sich wohl im Bereich des heutigen Pfarrgartens befand. Ein ziegelgedeckter Nachfolgebau in Fachwerkbauweise entstand im Jahre 1616 unter dem Pastor Christoph Fasolt durch den Ortrander Zimmermann Martin Fuchs im Bereich des Kirchhofes, in dessen Turm sich drei Glocken befanden.
Die Kirche überstand die Kriegswirren, wurde aber schließlich zu klein. Deshalb wurde in den Jahren von 1717 bis 1721 der bis in die Gegenwart bestehende barocke Putzbau errichtet. Die Maurerarbeiten übernahm Balthasar Romberger aus Radeburg. Holzwerk und Zimmerarbeiten fertigte Johann Adam, ebenfalls aus Radeburg. Aus dieser Zeit stammt auch der schlichte Kanzelaltar. Dieser wurde in den Jahren 1721 bis 1722 vom Dresdner Kunsttischler und Bildhauer Johann Benjamin Thomae geschaffen. Stifter, Bauherr und Patron der neuen Kirche war Reichsgraf Georg von Werthern (1663–1721), einst Kanzler sowie Minister in der Regierung von August dem Starken.
Im Oktober des Jahres 1835 fiel das strohgedeckte Pfarrhaus mit sämtlichen Wirtschaftsgebäuden einem Brand zum Opfer und wurde im Folgejahr wiedererrichtet.
1863 wurde das Innere der Kirche durch den Liebenwerdaer Wilhelm Grube restauriert und geweißt. Bei Drescharbeiten auf dem Nachbargrundstück geriet 1919 der Kirchturm durch Funkenflug in Brand und wurde ebenso wie die Orgel schwer beschädigt. Die Glocken der Kirche wurden zerstört. Die anschließenden durch Georg Heinsius von Mayenburg geleiteten Wiederaufbauarbeiten finanzierte hauptsächlich der Kroppener Rittergutsbesitzer und Unternehmer Otto Hoesch, ein Abkömmling der gleichnamigen Unternehmerfamilie Hoesch. Des Weiteren bekam die Kirche drei neue Stahlglocken des Bochumer Vereins; diese tragen folgende Inschriften:
- Große Glocke: „Aus des Krieges großer Not führ zum Frieden uns, o Gott“
- Mittlere Glocke: „Aus der Erde Kampf und Streit ruf uns einst zur Ewigkeit“
- Kleine Glocke: „Gestiftet vom Patronatsherrn Kommerzienrat Otto Hoesch“

Weitere Restaurierungs- und Modernisierungsarbeiten sind für Anfang der 1950er Jahre und 1995 bekannt. Im Jahre 2008 erfuhr die Kirche außerdem eine Dach- und Fassadensanierung.
Die Orgel ist ein Werk des Schweidnitzer Orgelbauunternehmens Schlag & Söhne. Sie besitzt zwei Manuale und 14 Register.

## Friedhof und Grabmäler
In der Kirche befindet sich ein von Johann Benjamin Thomae geschaffenes Grabmal für den Stifter der Kirche Georg Graf von Werthern.
Auf dem Kirchhof befindet sich ein Kriegerdenkmal für die Gefallenen des Ersten Weltkriegs sowie ein Gedenkstein für die Opfer von Krieg und Gewalttaten. Des Weiteren sind hier seit April 2015 von Jugendlichen des Pfarrsprengels Kroppen/Lindenau geschaffene Holzstelen, welche die christlichen Werte vermitteln sollen, zu finden.